# Unakoti (Distrikt)
Der Distrikt Unakoti ist ein Distrikt im indischen Bundesstaat Tripura. Verwaltungssitz ist die Stadt Kailashahar.

## Geografie
Der Distrikt Unakoti liegt im Norden Tripuras an der Grenze zu Bangladesch. Die Fläche des Distrikts  beträgt 687 Quadratkilometer. Nachbardistrikte sind der North Tripura  im Osten und Dhalai im Süden. Im Westen und Norden grenzt der Distrikt an Indiens Nachbarstaat Bangladesch.

## Geschichte
Der Distrikt entstand bei der Neueinteilung der Verwaltungsgebiete Tripuras am 21. Januar 2012 aus den R.D. Blocks Gournagar, Pencharthal und Kumarghat sowie den Städten Kailashahar und Kumarghat aus den westlichen Gebieten des bisherigen Distrikts North Tripura.

## Bevölkerung
Nach der Volkszählung 2011 hat der Distrikt Unakoti 276.506 Einwohner. Bei 403 Einwohnern pro Quadratkilometer ist der Distrikt sehr dicht besiedelt. Von den 276.506 Bewohnern wohnten 235.676 Personen (85,23 Prozent) in Landgemeinden und 40.830 Menschen in städtischen Gebieten.
Der Distrikt Unakoti gehört zu den Gebieten Tripuras, die zahlreich von Angehörigen der „Stammesbevölkerung“ (scheduled tribes) besiedelt sind. Zu ihnen gehörten (2011) 62.320 Personen (22,54 Prozent der Distriktsbevölkerung). Zu den Dalit (scheduled castes) gehörten 2011 nur 54.414 Menschen (19,68 Prozent der Distriktsbevölkerung).

### Bevölkerungsentwicklung
Wie überall in Indien wächst die Einwohnerzahl im Distrikt Unakoti seit Jahrzehnten stark an. Die indische Volkszählung 2001 ermittelte eine Einwohnerzahl von 231.769 Personen. Die Zunahme betrug in den Jahren 2001–2011 mehr als 19 Prozent (19,30 %). In diesen zehn Jahren nahm die Bevölkerung um mehr als 44.000 Menschen zu.

### Bedeutende Orte
Im Distrikt gibt es mit dem Distrikthauptort Kailashahar und Kumarghat zwei städtische Siedlungen. Statistisch gesehen gilt allerdings auch Fatikroy als Stadt (census towns).

### Bevölkerung des Distrikts nach Geschlecht
Von den 276.506 Bewohnern waren 140.210 (50,71 Prozent) männlichen und 136.296 weiblichen Geschlechts. Dies ist untypisch für Indien, wo normalerweise ein deutliches Mehr an Männern vorherrscht.

### Bevölkerung des Distrikts nach Sprachen
Eine deutliche Mehrheit – 69,25 Prozent – der Gesamtbevölkerung des Distrikts Unakoti spricht Bengali. Danach folgen die Tripurasprache Kokborok mit 23.812 (8,61 Prozent) und Chakma mit 22.008 (7,96 Prozent). Eine weitere bedeutende Sprache ist Bishnupriya Manipuri mit 11.166 Sprechern (4,04 Prozent). Hindi wird nur von einer kleinen Minderheit von Zugewanderten gesprochen. Fast die gesamte Einwohnerschaft der Städte Kailashahar und Kumarghat spricht Bengalisch. Regional von Bedeutung sind die Chakma in den R.D. Blocks Kumarghat und Pencharthal mit 2162 (2,42 Prozent der Bevölkerung) respektive 19.434 (45,04 Prozent der Bevölkerung) Angehörigen. Die Kokborok bilden in allen drei R.D. Blocks eine bedeutende Minderheit. Den höchsten Anteil haben sie im R.D. Block Kumarghat mit 12.432 von 89.190 Einwohnern (13,94 Prozent). Sprecher von Bishnupriya Manipur finden sich fast nur in den R.D. Blocks Gournagar und Kumarghat. Von den 4938 hindisprachigen Bewohnern wohnen 3076 (62,29 Prozent) im R.D. Block Gournagar.
| Jahr                                   | Bengali | Bengali | Kokborok | Kokborok | Chakma | Chakma | Bishnupriya Manipuri | Bishnupriya Manipuri | Hindi | Hindi | Andere Sprachen | Andere Sprachen | Total   | Total    |
| Jahr                                   | Zahl    | %       | Zahl     | %        | Zahl   | %      | Zahl                 | %                    | Zahl  | %     | Zahl            | %               | Zahl    | %        |
| -------------------------------------- | ------- | ------- | -------- | -------- | ------ | ------ | -------------------- | -------------------- | ----- | ----- | --------------- | --------------- | ------- | -------- |
| 2011                                   | 191.468 | 69,25   | 23.812   | 8,61     | 22.008 | 7,96   | 11.166               | 4,04                 | 4.938 | 1,79  | 23.114          | 8,36            | 276.506 | 100,00 % |
| Quelle: Ergebnis der Volkszählung 2011 |         |         |          |          |        |        |                      |                      |       |       |                 |                 |         |          |

### Bevölkerung des Distrikts nach Bekenntnissen
Die Bewohner bekennen sich mehrheitlich zum Hinduismus. Zu ihrem Anhang gehört die Mehrheit der bengalisch- und hindisprachigen Personen. Eine Minderheit unter den Bengalen bekennt sich zum Islam. Die meisten Muslime wohnen im R.D. Block Gournagar, wo sie mit 37.524 von 108.711 Bewohnern 34,52 Prozent der Bevölkerung stellen. Die Buddhisten findet man fast gänzlich unter den Chakma. Mehrheitlich wohnen sie im R.D. Block Pencharthal, wo sie mit 19.643 Angehörigen 45,53 Prozent der Bevölkerung stellen. Die christliche Bevölkerung wohnt fast gänzlich in den R.D. Blocks Kumarghat und Pencharthal. Buddhisten, Christen und Muslime bilden lokal und regional bedeutende religiöse Minderheiten. Die genaue religiöse Zusammensetzung der Bevölkerung zeigt folgende Tabelle:
| Jahr                                   | Buddhisten | Buddhisten | Christen | Christen | Hindus  | Hindus | Jainas | Jainas | Muslime | Muslime | Sikhs | Sikhs | Andere | Andere | keine Angaben | keine Angaben | Total   | Total    |
| Jahr                                   | Zahl       | %          | Zahl     | %        | Zahl    | %      | Zahl   | %      | Zahl    | %       | Zahl  | %     | Zahl   | %      | Zahl          | %             | Zahl    | %        |
| -------------------------------------- | ---------- | ---------- | -------- | -------- | ------- | ------ | ------ | ------ | ------- | ------- | ----- | ----- | ------ | ------ | ------------- | ------------- | ------- | -------- |
| 2011                                   | 22.513     | 8,14       | 11.355   | 4,11     | 198.885 | 71,93  | 108    | 0,04   | 43.150  | 15,61   | 42    | 0,02  | 26     | 0,01   | 427           | 0,15          | 276.506 | 100,00 % |
| Quelle: Ergebnis der Volkszählung 2011 |            |            |          |          |         |        |        |        |         |         |       |       |        |        |               |               |         |          |

## Bildung
Das Ziel der vollständigen Alphabetisierung ist in Reichweite. Von den 239.005 Personen in einem Alter von sieben Jahren und mehr können 207.721 (86,91 Prozent) lesen und schreiben. Die Alphabetisierung liegt weit über dem indischen Schnitt.

## Verwaltung
Der neue Distrikt hat mit Kailashahar und Kumarghat zwei Sub-Divisions (Unterbezirke), die in die vier R.D. Blocks Gournagar und Chandipur (Kailashahar) sowie Kumarghat und Pencharthal (Kumarghat) aufgeteilt sind.